# Agnes de Habsburg (1281–1364)

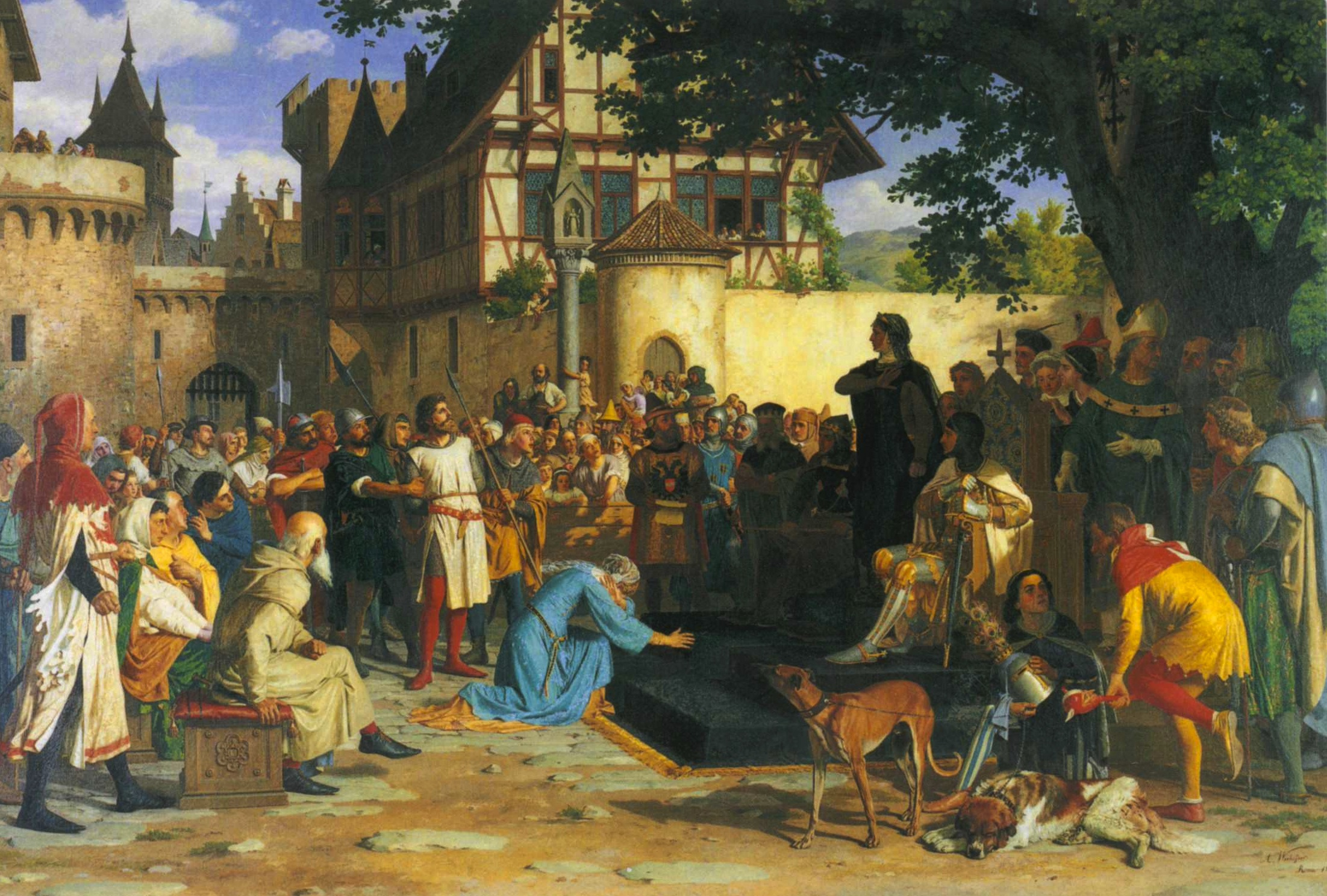
Gertrud de Balm, cerând reginei Agnes a Ungariei grațierea soțului ei, Rudolf de Wart (August Weckesser, pictură din sec. XIX)

Agnes de Habsburg, cunoscută și ca Agnes a Ungariei (n. 18 mai 1281 – d. 10 iunie 1364, Königsfelden, lângă Windisch, azi în Elveția), aparținând Casei de Habsburg, a fost regină consoartă prin căsătoria cu regele Andrei al III-lea al Ungariei.

## Biografie
Agnes a fost fiica regelui romano-german Albert I și a soției sale, Elisabeta de Gorizia-Tirol.
Căsătoria ei cu regele Andrei al III-lea al Ungariei a avut loc pe 13 februarie 1296 la Viena. Soțul ei a murit cinci ani mai târziu, iar Agnes a preluat educația fiicei ei vitrege, Elisabeta. 
În 1308 tatăl lui Agnes a fost ucis lângă Windisch, nu departe de castelul ancestral al Habsburgilor. Pentru a comemora această tragedie familială, văduva Elisabeta de Gorizia-Tirol a întemeiat Mănăstirea Königsfelden - o dublă mănăstire a clariselor și a minoriților franciscani. Agnes a locuit acolo din 1317 fără a deveni însă călugăriță. În același timp, fiica ei vitregă, Elisabeta, a intrat în Mănăstirea dominicană din Töss aflată în apropiere. Mănăstirea Königsfelden a fost extinsă prin achiziționarea de terenuri și printr-o abilă administrare economică. Printre altele, ea a finanțat construirea bisericii Mănăstirii Königsfelden care este una dintre principalele lucrări arhitecturale ale ordinelor mendicante din Elveția.
Aproximațiv din anul 1330 Agnes, în calitate de consilieră a fratelui ei mai mic, ducele Albert al II-lea, a fost reprezentanta familiei Habsburg în Austria Anterioară (care cuprindea Bavaria de astăzi și teritoriul aflat la vest de Tirol) acționând ca mediatoare în numeroase conflicte. În 1333 și 1340 ea a reușit să negocieze așa-numita Landfrieden (înțelegere/acord)  între orașele Berna și Freiburg din Üechtland. Totuși, în 1351 eforturile ei de a media în conflictul dintre orașele Zürich, Rapperswil și Waldstätten au eșuat.
Agnes a exercitat drepturile Casei de Habsburg de administrare a orașului Bözberg (care făcea parte din zestrea ei) și a orașului Brugg. Ea a fondat spitalul din orașul Baden.
Agnes a fost inițial înmormântată în Biserica Mănăstirii Königsfelden. La 14 noiembrie 1770 rămășițele ei împreună cu cele ale mai multor urmași ai lui Albert I au fost mutate la Catedrala Sf. Blasiu și apoi, după desființarea acestei mănăstiri, în cripta bisericii Mănăstirii Sf. Paul din Lavanttal din Carintia.
Teologul Meister Eckhart a scris în numele și la comanda reginei Agnes cartea Buch der göttlichen Tröstung (Cartea consolării divine).